# Сулаквелидзе, Георгий Константинович
Георгий Константинович Сулаквелидзе (05.05.1913-20.08.1983) — советский геофизик, доктор физико-математических наук, профессор, заслуженный деятель науки Грузинской ССР, лауреат Государственной премии СССР 1969 года.

## Биография
Родился 5 мая 1913 г. в семье учителя.
После учёбы в топографическом техникуме работал топографом геологических экспедиций в Закавказье (1930—1934).
Окончил с отличием физико-математический факультет Тбилисского государственного университета (1939) и был зачислен в аспирантуру.
В 1941—1946 гг. служил в РККА, участвовал в боевых действиях на подступах к Северному Кавказу: начальник полковой разведки, старший инструктор по альпинизму. В январе 1943 г. в 40-градусный мороз в условиях боевой обстановки группа альпинистов с его участием сняла с вершины Эльбруса немецкий флаг и водрузила Красное знамя.
В 1948 г. защитил кандидатскую диссертацию:
- Влияние некоторых физических факторов на образование и структуру снежного покрова западной части Главного Кавказского хребта : диссертация … кандидата физико-математических наук : 01.00.00. — Тбилиси, 1947. — 163 с.

С 1948 г. — учёный секретарь Отделения естественных и математических наук АН Грузинской ССР, с 1951 г. заместитель директора Института геофизики АН ГССР по научной части.
В 1955 году защитил докторскую диссертацию:
- Снежный покров Большого Кавказа и его физические свойства : в 2-х томах : диссертация … доктора физико-математических наук : 01.00.00. — Тбилиси, 1953. — 500 с. : ил.

В 1957 г. присвоено звание профессора.
С 1955 г. начальник Эльбрусской комплексной экспедиции, которая в 1960 году была реорганизована в научно-исследовательский Высокогорный геофизический институт, работал его директором до 1970 г.
С 1970 г. заведующий кафедрой метеорологии, климатологии и океанологии Тбилисского государственного университета.

## Награды и звания
Государственная премия СССР 1969 года (в составе коллектива) — за разработку и внедрение метода и средств борьбы с градобитиями с использованием противоградовых ракет и снарядов.
Лауреат премии имени Б. П. Мультановского (1972) — за создание термодинамического метода прогноза ливней, града и гроз.
Награждён орденами Трудового Красного Знамени и «Знак Почёта».
Награждён медалями «За отвагу» (03.03.1943), «За оборону Кавказа» (01.05.1944), «За победу над Германией в Великой Отечественной войне 1941—1945 гг.» (09.05.1945).

## Сочинения
- Образование осадков и воздействие на градовые процессы / Г. К. Сулаквелидзе, Н. Ш. Бибилашвили, В. Ф. Лапчева; Под ред. Е. К. Федорова и Г. К. Сулаквелидзе; Гл. упр. гидрометеорол. службы при Совете Министров СССР. Высокогорный геофиз. ин-т. — Ленинград: Гидрометеоиздат, 1965. — 265 с.: ил.; 22 см.
- Борьба с градобитиями [Текст]. — Москва : Гидрометеоиздат, 1969. — 33 с. : ил., карт.; 20 см.
- Ливневые осадки и град [Текст]. — Ленинград : Гидрометеоиздат, 1967. — 412 с. : ил.; 22 см.
- Результаты работ Кавказской противоградовой экспедиции 1965 года [Текст]. — Ленинград : Гидрометеоиздат, 1966. — 63 с. : ил.; 26 см. — (Труды/ Глав. упр. гидрометеорол. службы при Совете Министров СССР. Высокогорный геофиз. ин-т; Вып. 7).
- Прогноз града, гроз и ливневых осадков [Текст] / Г. К. Сулаквелидзе, Н. И. Глушкова, Л. М. Федченко ; Под ред. проф. Г. К. Сулаквелидзе ; Глав. упр. гидрометеорол. службы при Совете Министров СССР. Высокогорный геофиз. ин-т. — Ленинград : Гидрометеоиздат, 1970. — 183 с. : ил.; 22 см.
- Образование осадков и воздействие на градовые процессы [Текст] / Г. К. Сулаквелидзе, Н. Ш. Бибилашвили, В. Ф. Лапчева ; Под ред. Е. К. Федорова и Г. К. Сулаквелидзе ; Гл. упр. гидрометеорол. службы при Совете Министров СССР. Высокогорный геофиз. ин-т. — Ленинград : Гидрометеоиздат, 1965. — 265 с. : ил.; 22 см.